# Veslování na Letních olympijských hrách 1908
Veslování na Letních olympijských hrách 1908 v Londýně.

## Medailisté

### Muži
| Disciplína              | Zlato | Stříbro | Bronz | Bronz |
| Skif                    | Velká Británie (GBR) · Harry Blackstaffe | Velká Británie (GBR) · Alexander McCulloch | Německo (GER) · Bernhard von Gaza | Maďarsko (HUN) · Károly Levitzky |
| Dvojka bez kormidelníka | Velká Británie (GBR) · LeanderJohn Fenning · Gordon Thomson | Velká Británie (GBR) · LeanderGeorge Fairbairn · Philip Verdon | Kanada (CAN) · ArgonautFrederick Toms · Norway Jackes | Německo (GER) · BerlínMartin Stahnke · Willy Düskow |
| Čtyřka bez kormidelníka | Velká Británie (GBR) · Magdalen College, OxfordCollier Cudmore · James Angus Gillan · Duncan Mackinnon · John Somers-Smith                                                                                | Velká Británie (GBR) · LeanderPhilip Filleul · Harold Barker · John Fenning · Gordon Thomson | Kanada (CAN) · ArgonautGordon Balfour · Becher Gale · Charles Riddy · Geoffrey Taylor                                                                                       | Nizozemsko (NED) · AmstelHermannus Höfte · Albertus Wielsma · Johan Burk · Bernardus Croon                                                                                     |
| Osmiveslice             | Velká Británie (GBR) · LeanderAlbert Gladstone · Frederick Kelly · Banner Johnstone · Guy Nickalls · Charles Burnell · Ronald Sanderson · Raymond Etherington-Smith · Henry Bucknall · Gilchrist Maclagan | Belgie (BEL) · Royal Club Nautique de GandOscar Taelman · Marcel Morimont · Rémy Orban · Georges Mys · François Vergucht · Polydore Veirman · Oscar de Somville · Rodolphe Poma · Alfred van Landeghem | Kanada (CAN) · ArgonautIrvine Robertson · Joseph Wright · Julius Thomson · Walter Lewis · Gordon Balfour · Becher Gale · Charles Riddy · Geoffrey Taylor · Douglas Kertland | Velká Británie (GBR) · CambridgeFrank Jerwood · Eric Powell · Oswald Carver · Edward Williams · Henry Goldsmith · Harold Kitching · John Burn · Douglas Stuart · Richard Boyle |

## Přehled medailí
| Pořadí | Země                 | Zlato | Stříbro | Bronz | Celkově |
| ------ | -------------------- | ----- | ------- | ----- | ------- |
| 1      | Velká Británie (GBR) | 4     | 3       | 1     | 8       |
| 2      | Belgie (BEL)         | 0     | 1       | 0     | 1       |
| 3      | Kanada (CAN)         | 0     | 0       | 3     | 3       |
| 4      | Německo (GER)        | 0     | 0       | 2     | 2       |
| 5      | Maďarsko (HUN)       | 0     | 0       | 1     | 1       |
| 5      | Nizozemsko (NED)     | 0     | 0       | 1     | 1       |
| Celkem | Celkem               | 4     | 4       | 8     | 16      |